# Спаське сільське поселення (Тарногський район)
Спа́ське сільське поселення (рос. Спасское сельское поселение) — сільське поселення у складі Тарногського району Вологодської області Росії.
Адміністративний центр — присілок Никифоровська.

## Населення
Населення сільського поселення становить 974 особи (2019; 1278 у 2010, 1728 у 2002).

## Історія
Станом на 1999 рік існували Верхньоспаська сільська рада(24 населених пункти) та Нижньоспаська сільська рада (20 населених пунктів). Станом на 2002 рік існували Верхньоспаська сільська рада (село Спаський Погост, присілки Акуловська, Башевська, Борок, Верхньопаунінська, Гавриловська, Григор'євська, Дементьєвська, Денисовська, Карповська, Кривошиїнська, Кузьминська, Лигінська, Нижньопаунінська, Никифоровська, Паровська, Поміновська, Синяковська, Федневська, Філімоновська, Харитоновська, Целковська, Якуріно, селище Вощар) та Нижньоспаська сільська рада (присілки Ананьєвська, Антипинська, Анциферовська, Баришевська, Булдачевська, Ваневська, Власьєвська, Горка, Єдовінська, Ємельяновська, Ільїнська, Костаїха, Макаровська, Марачевська, Наумовська, Овсянниковська, Пусточертаково, Рикаловська, Шеловська, Яринська). 2006 року сільради були перетворені у Спаське сільське поселення.
16 квітня 2021 року утворено присілок Дубровська.

## Склад
До складу сільського поселення входять:
| Населений пункт             | Населення, осіб (2002) | Населення, осіб (2010) |
| --------------------------- | ---------------------- | ---------------------- |
| Акуловська, присілок        | 19                     | 8                      |
| Ананьєвська, присілок       | 3                      | 0                      |
| Антипинська, присілок       | 63                     | 63                     |
| Анциферовська, присілок     | 0                      | 0                      |
| Баришевська, присілок       | 6                      | 2                      |
| Башевська, присілок         | 50                     | 34                     |
| Борок, присілок             | 2                      | 2                      |
| Булдачевська, присілок      | 0                      | 0                      |
| Ваневська, присілок         | 20                     | 14                     |
| Верхньопаунінська, присілок | 24                     | 18                     |
| Власьєвська, присілок       | 9                      | 2                      |
| Вощар, селище               | 314                    | 191                    |
| Гавриловська, присілок      | 24                     | 19                     |
| Горка, присілок             | 14                     | 5                      |
| Григор'євська, присілок     | 14                     | 7                      |
| Дементьєвська, присілок     | 35                     | 19                     |
| Денисовська, присілок       | 108                    | 96                     |
| Дубровська, присілок        | -                      | -                      |
| Єдовінська, присілок        | 15                     | 10                     |
| Ємельяновська, присілок     | 18                     | 10                     |
| Ільїнська, присілок         | 32                     | 28                     |
| Карповська, присілок        | 27                     | 19                     |
| Костаїха, присілок          | 43                     | 55                     |
| Кривошиїнська, присілок     | 13                     | 13                     |
| Кузьминська, присілок       | 5                      | 0                      |
| Лигінська, присілок         | 13                     | 4                      |
| Макаровська, присілок       | 5                      | 8                      |
| Марачевська, присілок       | 9                      | 4                      |
| Наумовська, присілок        | 100                    | 82                     |
| Нижньопаунінська, присілок  | 112                    | 82                     |
| Никифоровська, присілок     | 150                    | 128                    |
| Овсянниковська, присілок    | 5                      | 2                      |
| Паровська, присілок         | 0                      | 0                      |
| Поміновська, присілок       | 1                      | 1                      |
| Пусточертаково, присілок    | 0                      | 0                      |
| Рикаловська, присілок       | 2                      | 1                      |
| Синяковська, присілок       | 6                      | 2                      |
| Спаський Погост, село       | 225                    | 175                    |
| Федневська, присілок        | 20                     | 10                     |
| Філімоновська, присілок     | 69                     | 56                     |
| Харитоновська, присілок     | 14                     | 7                      |
| Целковська, присілок        | 31                     | 19                     |
| Шеловська, присілок         | 37                     | 28                     |
| Якуріно, присілок           | 19                     | 11                     |
| Яринська, присілок          | 52                     | 43                     |